# 横浜ハリストス正教会

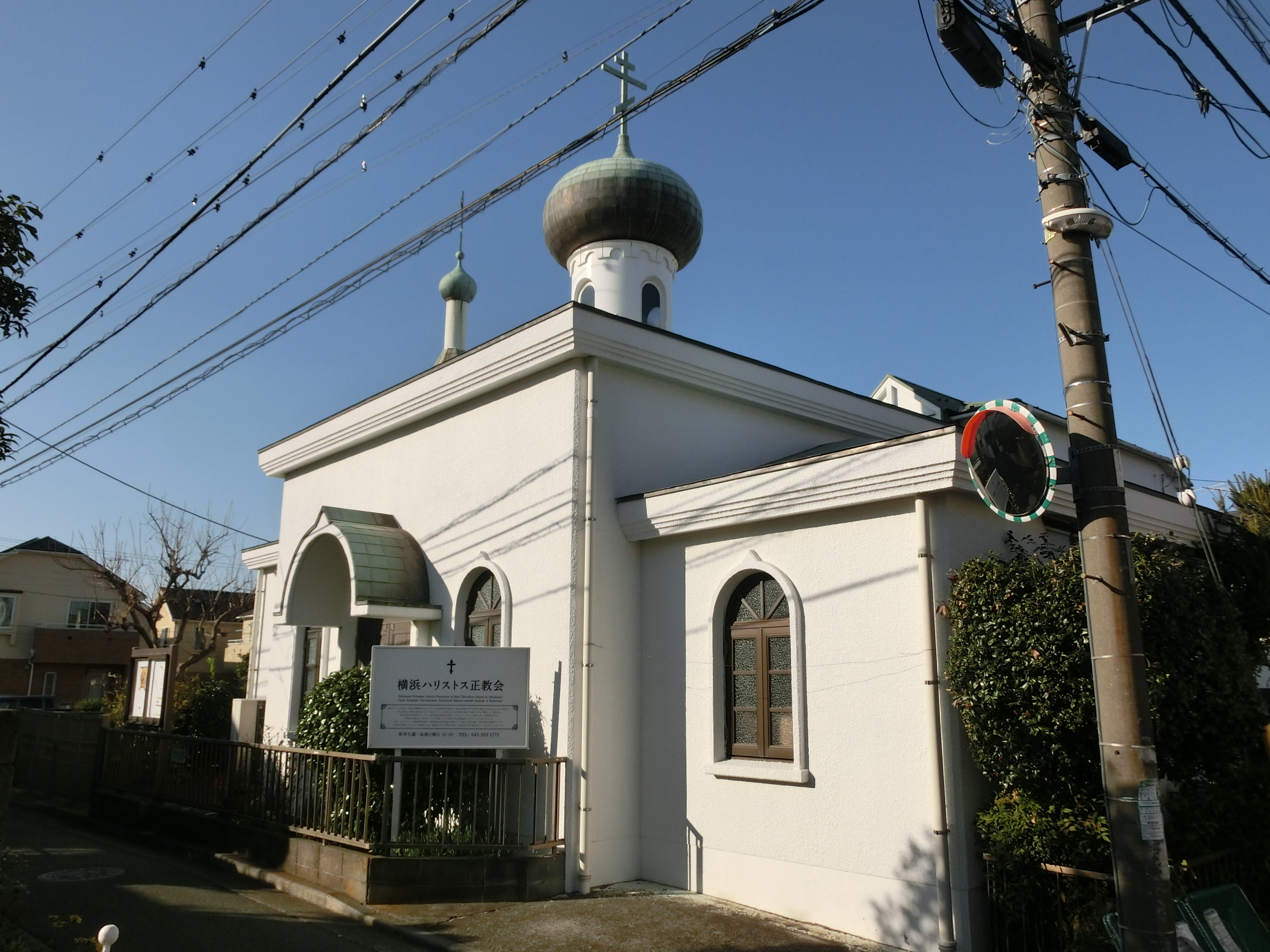
たまねぎドームが特徴的な聖堂。

横浜ハリストス正教会（よこはまはりすとすせいきょうかい）は、日本ハリストス正教会東京大主教々区に所属し、生神女庇護聖堂を有する、正教会の教会である。横浜市神奈川区に所在する。至聖三者聖セルギイ大修道院で製作されたイコノスタシスを設置している。

## 沿革
- 1878年 - 禁教令の廃止後、戸部町と花咲町に前身となる講義所が設立[1]。
- 1889年 - 現在の野毛山公園に会堂建立[1]。
- 1893年 - 太田町に会堂を移転[1]。
- 1923年 - 関東大震災により会堂全壊[1]。
- 1935年 - 山手の地蔵坂上に聖堂建立[1]。
- 1980年 - 現在地に聖堂建て替え[1]。